# Магнус Ларсон
Магнус Ларсон (на шведски: Magnus Larsson) е шведски тенисист.

## Биография
Магнус Ларсон е роден на 25 март 1970 г. във Улофстрьом, Швеция. 

## Кариера
Магнус Ларсон става професионалист през 1989 г. и печели първата си титла на най-високо ниво на сингъл във Флоренция през 1990 г. Първата му титла на двойки също е спечелена във Флоренция през 1991 г.
Някои от най-значимите моменти в кариерата на Ларсон са през 1994 г. Той печели Купата от Големия шлем, побеждава световния номер 1 Пийт Сампрас на финала в четири сета 7–6, 4–6, 7–6, 6–4. Ларсон достигна до полуфиналите на Откритото първенство на Франция през 1994 г. и е част от шведския отбор, който печели Купа Дейвис през 1994 г. Той печели сингъл на финала за Купа Дейвис в Москва през декември срещу Евгени Кафелников и Александър Волков, Швеция побеждава Русия с 4–1.
През 1995 г. достигна най-високото си класиране на сингъл в света номер 10 и най-високото си класиране на двойки в света номер 26. Той е финалист на двойки мъже на Откритото първенство на Франция същата година с партньор на Никлас Култи. Част е от отбора на Швеция, който печели Световната отборна купа.
Ларсон отново играе на финала на Купа Дейвис през 1997 г. и отново печели и двете си срещи на сингъл срещу Пийт Сампрас и Майкъл Ченг. Швеция побеждава САЩ с 5–0.
Ларсон печели общо седем титли на сингъл и шест на двойки през кариерата си. Последната му титла на двойки е спечелена през 1998 г. в Бостад. Последната му титла на сингъл идва през 2000 г. в Мемфис. Той се оттегля от професионалния тур през 2003 г.

## Кариерна статистика

#### Титли наКупа на големия шлем(1)
| година | турнир               | съперник     | резултат                     |
| ------ | -------------------- | ------------ | ---------------------------- |
| 1994   | Купа на големия шлем | Пийт Сампрас | 7–6(8–6), 4–6, 7–6(7–5), 6–4 |

### ATP финали (7 титли; 15 финала)
|        | П–З | Година | Турнир               | Клас           | Настилка   | Опонент            | Резултат                     |
| ------ | --- | ------ | -------------------- | -------------- | ---------- | ------------------ | ---------------------------- |
| Победа | 1–0 | 1990   | Флоренция Оупън      | Световни серии | Клей       | Лоусън Дънкан      | 6–7, 7–5, 6–0                |
| Загуба | 1–1 | 1990   | Швеция Оупън         | Световни серии | Клей       | Ричард Фромберг    | 2–6, 6–7(5–7)                |
| Победа | 2–1 | 1992   | Копенхаген Оупън     | Световни серии | Килим (з)  | Андерс Ярид        | 6–4, 7–6(7–5)                |
| Победа | 3–1 | 1992   | Бавария Оупън        | Световни серии | Клей       | Петер Корда        | 6–4, 4–6, 6–1                |
| Победа | 4–1 | 1994   | ATP Сарагоса         | Световни серии | Килим (з)  | Ларс Реман         | 6–4, 6–4                     |
| Загуба | 4–2 | 1994   | Хале Оупън           | Световни серии | Трева      | Михаел Щих         | 4–6, 6–4, 3–6                |
| Победа | 5–2 | 1994   | Тулуза Гран При      | Световни серии | Твърда (з) | Джаред Палмър      | 6–1, 6–3                     |
| Загуба | 5–3 | 1994   | Шампионат на ЕО      | Световни серии | Килим (з)  | Пийт Сампрас       | 6–7(5–7), 4–6                |
| Победа | 6–3 | 1994   | Купа на големия шлем | Голям шлем     | Килим (з)  | Пийт Сампрас       | 7–6(8–6), 4–6, 7–6(7–5), 6–4 |
| Загуба | 6–4 | 1995   | Катар Оупън          | Световни серии | Твърда (з) | Стефан Едберг      | 6–7(4–7), 1–6                |
| Загуба | 6–5 | 1995   | Барселона Оупън      | Шампионски     | Клей       | Томас Мустер       | 2–6, 1–6, 4–6                |
| Загуба | 6–6 | 1996   | Тулуза Гран При      | Световни серии | Твърда (з) | Марк Филипусис     | 1–6, 7–5, 4–6                |
| Загуба | 6–7 | 1998   | Хале Оупън           | Международни   | Трева      | Евгени Кафелников  | 4–6, 4–6                     |
| Победа | 7–7 | 2000   | Ю Ес Индор           | Межд.Голд      | Твърда (з) | Байрън Блек        | 6–2, 1–6, 6–3                |
| Загуба | 7–8 | 2000   | Копенхаген Оупън     | Международни   | Твърда     | Андреас Винчигуера | 3–6, 6–7(5–7)                |